# Formalstufe
In der Didaktik von Johann Friedrich Herbart und seinen Schülern (den Herbartianern) sind die Formalstufen ein fundamentales Konzept.
Herbart analysierte den Lernprozess als eine Abfolge von Stufen:
- Phase der Vertiefung
  - Klarheit über das Vorwissen schaffen
  - Assoziation = Aufnahme neuer Wissenselemente
- Phase der Besinnung
  - Einbau der neuen Wissenselemente in das System des vorhandenen Wissens
  - Durch Einüben wird das neue Wissen als Methode anwendbar.

Tuiskon Ziller und Wilhelm Rein machten daraus eine Technik des Lektionenhaltens. In erstarrter Form beherrschte diese Methodik die Lehrerausbildung bis weit ins 20. Jahrhundert. Von der Reformpädagogik wurde sie als „lehrerzentriert“ bekämpft.